# Анаїта

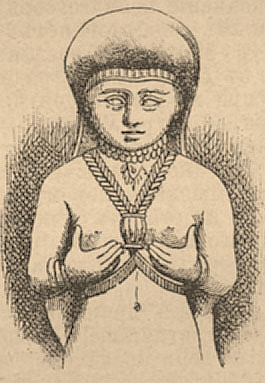
Анаїта. Ілюстрація з Єврейської енциклопедії Брокгауза та Ефрона

Анаї́т (із давньоперської анахіта — непорочна) — в іранській міфології богиня вологи й родючості, подібна до богині Кібели. Культ цієї богині був поширений у Вірменії, Каппадокії, Мідії та інших країнах; богиня була ототожнювана з грецькою Афродітою або з Артемідою як богинею місяця. Деякі риси Анаїт перенесені євангельською міфологією на богородицю Марію.